# أثير الدين الأخسقتي
أثير الدين الأخسقتي (1126–1128 – 1211/12) كان كاتبًا إيرانيًا، كانت كتابته لغزلياته باللغة الفارسية دورًا مهمًا في تطوير هذا النوع باللغة الفارسية.
كان أثير الدين من مواليد أخسقت في آسيا الوسطى، وبدأ مسيرته المهنية في بلاط هرات، تحت خدمة السلطان السلجوقي أحمد سنجر (حكم. 1118–1157). وبعد وفاة الأخير، ذهب أثير الدين إلى غرب إيران، حيث أقام في بلاط همدان وتبريز. ومن المعروف أنه خدم خلال هذه الفترة تحت حكم سلاطين السلاجقة في العراق الفارسي، الإلدجوزيين، وسلالة محلية، علاء الدولة فخر الدين عرب شاه.
أمضى أثير الدين سنواته الأخيرة في بلدة خلخال، حيث اختار أن يعيش فقيرًا باحثًا عن المعرفة الروحية. وتوفي هناك في سنة 1211 أو 1212.

## السيرة
مثل معظم شعراء هذه الفترة، لا يُعرف الكثير عن حياة أثير الدين. واسمه الكامل: أثير الدين أبو الفضل محمد بن أبي طاهر الأخسقتي.  من أصل إيراني شرقي،  ولد بين عامي 1126 و1128 في أخسقت، إحدى المدن الرائدة في وادي فرغانة في آسيا الوسطى. كان وادي فرغانة آنذاك تحت حكم خانية القره خانيد. بدأ أثير الدين تعليمه في موطنه أخسقت، وانتهى في بلخ ، المركز الثقافي لمنطقة خراسان. انضم لاحقًا إلى بلاط السلطان السلجوقي أحمد سنجر (حكم. 1118–1157) في مدينة هرات . 
وبقي هناك حتى وفاة سنجر وتفكك مملكته في عام 1157.  توجه أثير الدين إلى غربي إيران، حيث وجد ملاذه في مدينة همدان في العراق الفارسي . هناك أصبح شاعرًا للسلطان السلجوقي محمد الثاني ( r. 1153–1159 ). وفي بعض أبياته الأخيرة يزعم أثير الدين أن كل ممتلكاته سُرقت أثناء تلك الرحلة، بما في ذلك الشعر الذي كتبه في بلاط سنجر. كما أمضى أثير الدين بعض الوقت في بلاط مدينة تبريز . أما الشخصيات التي يتناولها مديحه فهي سلاطين السلاجقة في العراق الفارسي، وأتابكة الإلدغوزيد في أذربيجان ، أو وزرائهم وأفراد أسرهم. 
تمتع أثير الدين بدعم ملحوظ من السلطان السلجوقي أرسلان بن طغرل ( حكم. 1161–1175 )، الأتابك قيزيل أرسلان (حكم. 1186–1191)، والسلالة المحلية في العراق الفارسي، علاء الدولة فخر الدين عرب شاه.  وقد عين قيزيل أرسلان أثير الدين شاعرًا جديدًا في بلاطه، ليحل محل الشاعر المتميز مجير الدين البيلقاني (توفي عام 1191)، والذي يُعرف أن أثير الدين اتهمه "بنهب غنائم قافلة شعره"، أي الانتحال.   وقد انتقد هذا الاتهام المعاصر محمد بن علي الراوندي .  كما وقع أثير الدين في صراع مع شاعر بارز آخر، وهو الخاقاني (توفي 1186-1199)، الذي عاش في شماخي وخدم الشروانشاهيين. وادعى أنه ند للخاقاني، مما أدى إلى تبادل رسائل الشتائم والسخرية بينهما. وبحسب ما ورد ذهب أثير الدين إلى شيرفان لتحدي الخاقاني.
ويعتبر أثير الدين عضوًا في الطريقة الصوفية الكبراوية وتلميذ مؤسسها نجم الدين كبري (توفي عام 1221).  أمضى أثير الدين سنواته الأخيرة في بلدة خلخال ، حيث اختار أن يعيش فقيراً باحثاً عن المعرفة الروحية. وفي هذه الفترة كتب مجموعة من القصائد التربوية والدينية . توفي في سنة 1211 أو 1212.

## الأعمال
استخدم أثير الدين اسم "أثير" في كتاباته. تحتوي الطبعة النقدية لديوانه على 6532 بيتًا، منها 4214 قصيدة، و1361 غزلًا، و557 قطعة، و234 ترجيعًا، و142 رباعية، و24 فرضًا. يذكر محرر النص أن النسخة الأصلية يجب أن تتكون من 8000 سطر على الأقل. 
حظيت قصائد أثير الدين بتقدير كبير من قبل المعلقين الأدبيين المعاصرين. يقول الكاتب الفارسي المعاصر محمد عوفي إن شعر أثير الدين "مزخرف وممتع، ويحتوي على ثروة من الأفكار".  ووفقًا لدانييلا منغيني، فإن قصائده تعادل قصائد الخاقاني والأنفاري (توفي عام 1189). وتضيف أن غزلياته ، على الرغم من أنها لعبت دورًا مهمًا في تطوير هذا النوع، إلا أنها لا تزال مهملة من قبل العلماء. وترى أن أثير الدين لم يحظى بتحليل كافٍ في الدراسات الأكاديمية، مشيرة إلى أن إدوارد جرانفيل براون (توفي عام 1926) أشار إليه باعتباره "شاعرًا صغيرًا في العصر السلجوقي"، وأن يان ريبكا (توفي عام 1968) قال "إن ذكر اسمه يجب أن يكون كافيًا". ومع ذلك، وفقًا لمنغيني، فإن المذكرات الرئيسية (السير الذاتية التقليدية)، وجميع تاريخ الأدب الفارسي الحديث، وحتى بعض السجلات التاريخية، تشهد على شعبية أثير الدين. 
وفقًا لمنغيني، تميّز أثير الدين "بقدرته البلاغية، لا سيما في بناء المجازات". وأضافت أن موضوعات غزلياته كانت واضحة ومتغيرة الطول، واستخدم في الغالب الرديف (كلمة أو عبارة تتناغم مع كل سطر من القصيدة).